# I fratelli Kip
I fratelli Kip (Les Frères Kip) è un romanzo avventuroso di Jules Verne del 1902.
Fu tradotto in italiano per la prima volta nel 1904.

## Trama
A bordo della James Cook, imbarcazione che sta attraversando l'Oceano Pacifico si trovano il furiere irlandese Flig Balt e il marinaio britannico Vin Mod: essi mettono presto a punto un piano per poter entrare in possesso della nave con la forza. Il capitano Harry Gibson viene senza alcuno scrupolo pugnalato con un kriss dopo esser stato derubato, questo durante un congedo a terra.
Gli ammutinati stanno progettando di fuggire verso le isole dei mari del sud, le Isole Salomone. I due fratelli Karl e Pieter Kip, di origine olandese, sono però testimoni dell'efferato crimine; a seguito di false testimonianze addotte nei loro confronti, vengono condannati a morte seppur innocenti. La sentenza viene successivamente commutata nei lavori forzati a vita.
L'armatore nonché proprietario della James Cook è però fermamente convinto che i due fratelli siano innocenti e li ritiene vittime di un complotto. Nat Gibson invece, figlio del capitano ucciso ed appassionato di fotografia, rimane inizialmente convinto della loro colpevolezza
Il capo dei ribelli ad un certo punto accusa i fratelli dell'omicidio appena avvenuto del capitano della nave. Pur innocenti, sono rinchiusi nel penitenziario di Porth Arthur in Tasmania: nonostante le dure condizioni di vita interne al carcere, iniziano a pianificare un'evasione con l'intento di smascherare i veri assassini.

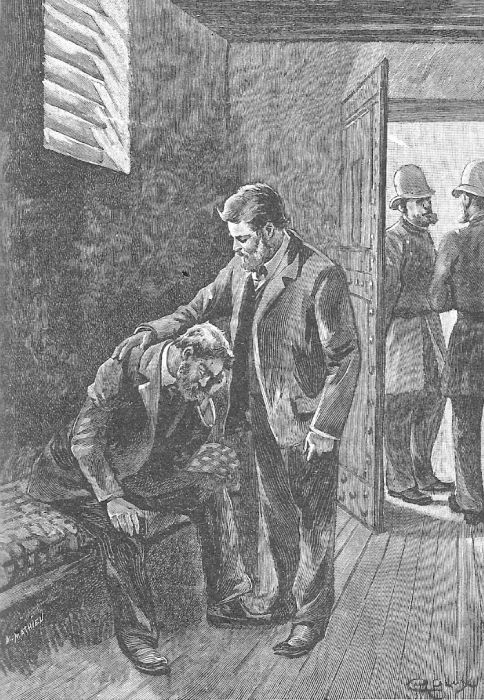
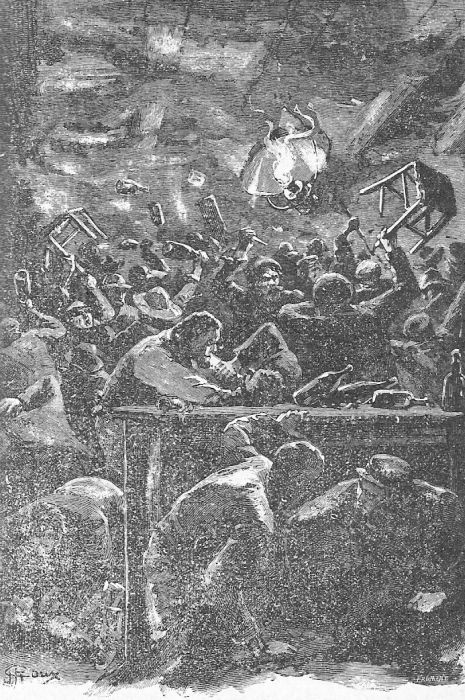
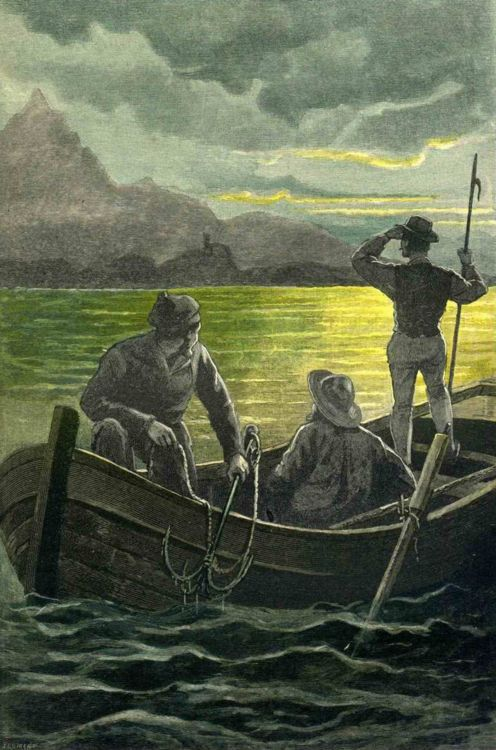
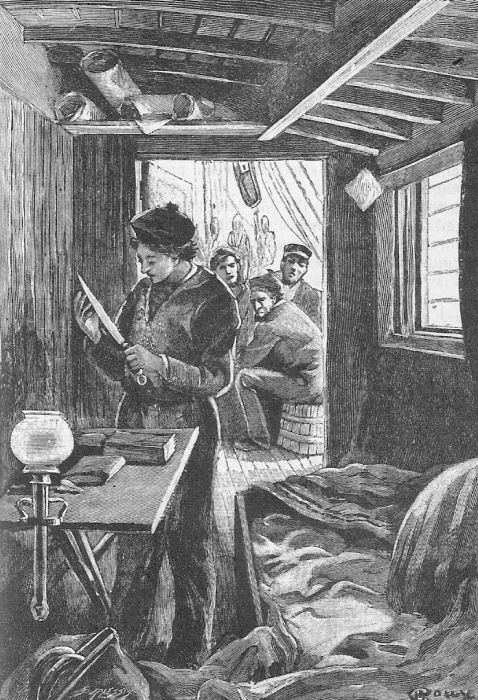
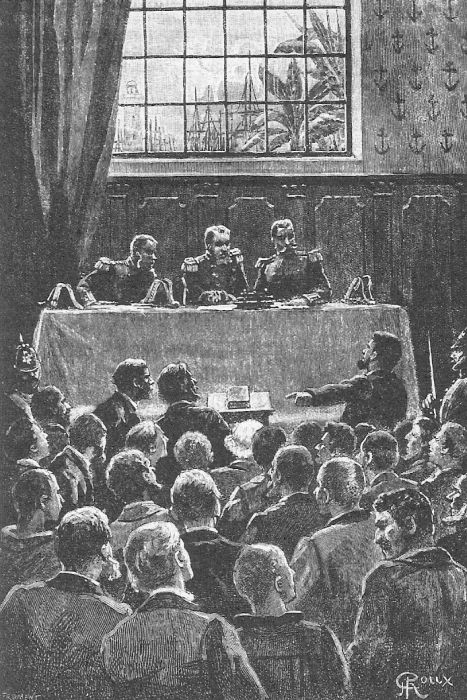
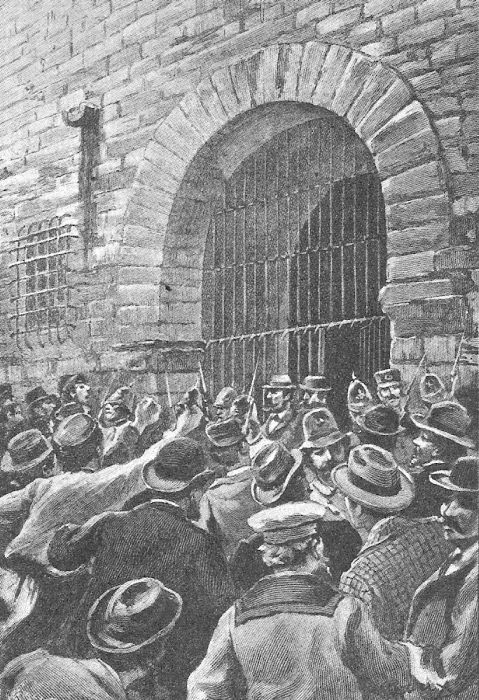

## Personaggi
Karl Kip
marinaio olandese, un uomo onesto dal temperamento caldo.
Pieter Kip
fratello minore di Karl, una natura più tranquilla incline al commercio.
Hawkins
proprietario del brigantino James Cook, l'unica persona che crede nell'innocenza dei due fratelli.
Harry Gibson
capitano del brigantino, viene assassinato dagli ammutinati.
Nat Gibson
figlio del capitano, convinto fino all'ultimo momento della colpevolezza dei due fratelli, sarà colui che scoprirà i veri assassini.
Vin Mod
marinaio, colui che orchestra l'assassinio del capitano che fa perseguitare i fratelli Kip.
Flig Balt
capo equipaggio del James Cook, vuole prendere il posto del capitano per poter trasformare il brigantino in nave pirata.